# Варвара Степанова
Варва̀ра Фьо̀доровна Степа̀нова (на руски: Варвара Фёдоровна Степанова) е руска художничка, дизайнерка и поетеса.

## Биография
Родена е на 21 октомври (9 октомври стар стил) 1894 година в Ковно в чиновническо семейство. През 1910 – 1913 година учи в Казанското художествено училище, където се запознава с бъдещия си съпруг и редовен съавтор Александър Родченко, а през 1915 – 1917 година при Константин Юон в Москва. През следващите няколко години е активен участник в авангардисткото движение и един от основните представители на руския конструктивизъм. След това работи като редактор в различни списания и издателства.
Варвара Степанова умира на 20 май 1958 година в Москва.